# Alibari
Alibari (en georgiano: ალიბარი; en ruso: Алибари) o Alibar (en osetio: Алибар) es una aldea que pertenece a la parcialmente reconocida República de Osetia del Sur, parte del distrito de Znaur, aunque de iure pertenece al municipio de Tighvi de la región de Iberia Interior de Georgia.

## Geografía
Alibari está situado en la orilla del río Froni oriental, a 3 kilómetros de Kornisi. 

## Historia
Alibari estuvo incluida en el distrito de Znaur hasta 1991. Después de la expulsión de la población osetia a principios de la década de 1990, la aldea estaba poblada principalmente únicamente por georgianos
Tras la guerra ruso-georgiana, algunas familias osetias que anteriormente vivían en la aldea han regresado a ella desde finales de 2010.

## Demografía
La evolución demográfica de Alibari entre 1916 y 2015 fue la siguiente:
| 171                                                      | 172 | 140 | 30 |
| (Fuente: Population of South Ossetia since Soviet times) |     |     |    |

Según el censo soviético de 1959, la mayoría de la población local eran osetios. En los distintos censos, la composición étnica de la aldea era la siguiente:
|              | 1916      | 1916       | 1989      | 1989       |
| Grupo étnico | Población | Porcentaje | Población | Porcentaje |
| ------------ | --------- | ---------- | --------- | ---------- |
| Georgianos   | 78        | 45,6%      | 34        | 35%        |
| Osetios      | 93        | 54,4%      | 67        | 65%        |
| Total        | 171       | 100%       | 106       | 100%       |